# Thrixion
Thrixion là một chi ruồi trong họ Tachinidae.

## Các loài
- Thrixion aberrans (Schiner, 1861)[2]
- Thrixion pilifrons Mesnil, 1963[4]